# 交響曲第5番 (ルビンシテイン)
交響曲第5番 ト短調 作品107（こうきょうきょくだい5ばん ロシア的、ロシア語: Симфония № 5 соль минор）は、アントン・ルビンシテインが1880年に作曲した5番目の交響曲。

## 概要
ドイツの影響の強い作風で知られたルビンシテインだが、本作では穏健ながらも民族的要素を取り入れており、国民楽派に接近した作品となっている。このため、『ロシア的』と呼ばれることもある。

## 献呈
エレナ・パヴロヴナ (ロシア大公妃) に献呈された。

## 編成
フルート2、オーボエ2、クラリネット(B♭)2、ファゴット2、ホルン(F)4、トランペット (G)2、ティンパニ、弦五部

## 楽章構成
1. Moderato assai - un poco animato - Tempo I
ト短調、4分の4拍子、ソナタ形式
2. Allegro non troppo
変ロ長調、4分の2拍子 - 変ト長調、4分の4拍子 - 変ロ長調
3. Andante
変ホ長調、8分の6拍子
4. Allegro vivace
ト短調〜ト長調、4分の2拍子

## 録音
- ホリア・アンドレスク指揮、ブカレスト交響楽団（1988年7月）